# Civic Arena

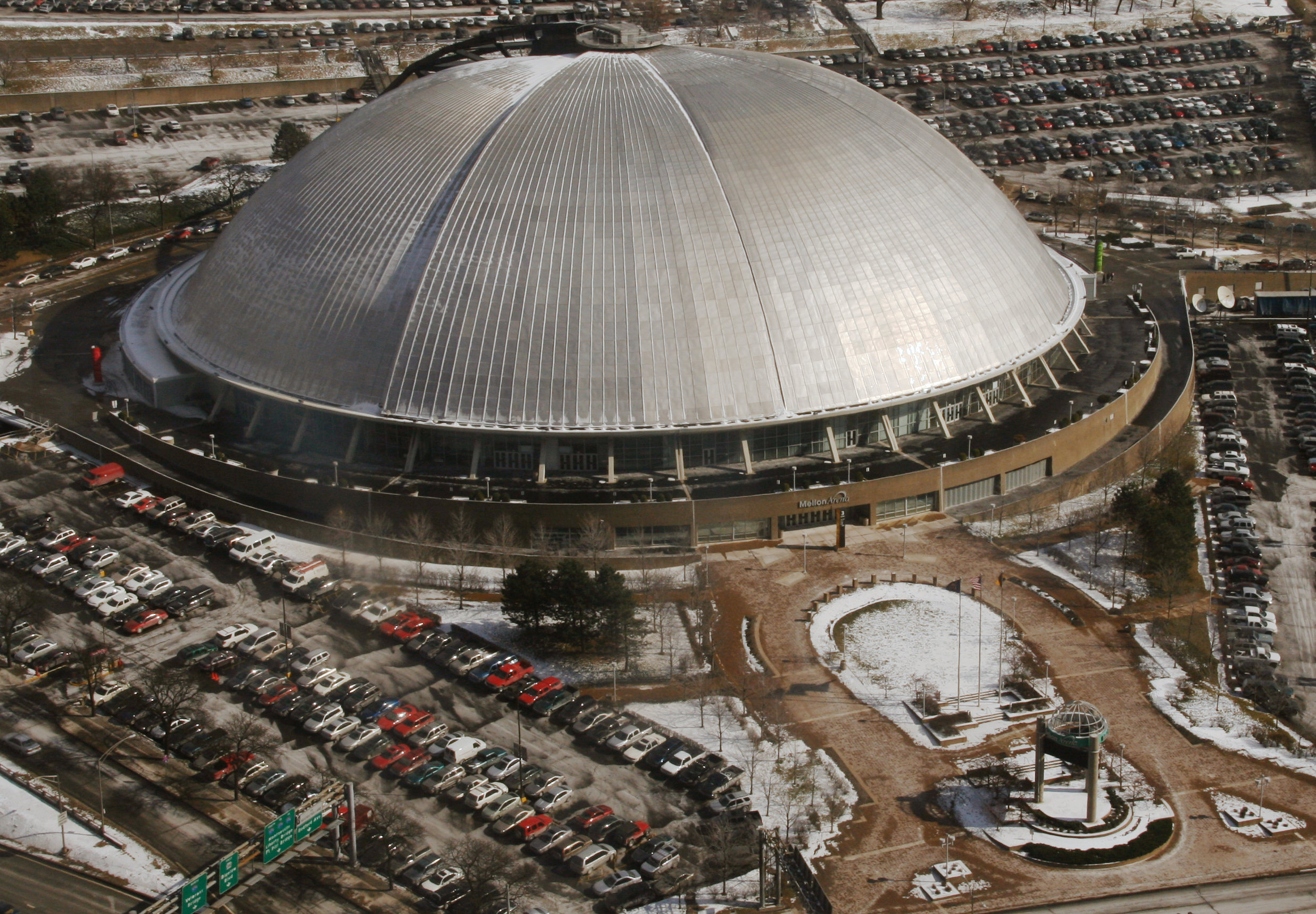
A Mellon Arena.

A Civic Arena foi um estádio coberto localizado em Pittsburgh, nos Estados Unidos, que era usado principalmente para jogos de hóquei no gelo pelo time da cidade na NHL, o Pittsburgh Penguins, inaugurado em 17 de setembro de 1961. No início era conhecido também como Civic Auditorium, e entre 1999 e 2010 o estádio foi conhecido como Mellon Arena. Antes da fundação dos Penguins, o estádio foi a casa do Pittsburgh Hornets, da AHL, e de times profissionais de basquete, lacrosse e futebol de salão, entre outros. A capacidade atual do estádio é de 16 958 assentos para hóquei no gelo (17 132 no total, com espaços reservados a pessoas de pé) e ele tem 56 camarotes e 1 696 assentos de luxo. O recorde de público do estádio pertence a eventos de wrestling profissional da WWF: 18 150, em 30 de janeiro de 1999. É o estádio coberto mais antigo ainda em uso por um time profissional da América do Norte. Foi disputado um total de 1 667 jogos de temporada regular pelos Penguins no estádio, com um total de 858 vitórias, 205 empates, 576 derrotas e 28 derrotas na prorrogação ou nos pênaltis, com 6 134 gols marcados e 5 369 sofridos.

## História
A Civic Arena custou 22 milhões de dólares ao poder público e terminou de ser construída em 1961, o que a torna o estádio mais antigo ainda em uso na NHL. Curiosamente, o edifício não foi construído para ser usado em eventos esportivos, mas como sede da Ópera Cívica de Pittsburgh, que costumava se apresentar no Pitt Stadium, mas cansou-se de ver apresentações ser adiadas por causa da chuva. Edgar Kaufmann, magnata dono de uma loja de departamentos da cidade, propôs doar um milhão de dólares para ajudar a construir a nova casa para a Ópera, com uma condição: que ela tivesse um teto retrátil, para que a audiência pudesse assistir às apresentações debaixo das estrelas. O prefeito de Pittsburgh à época, David L. Lawrence, viu na iniciativa a oportunidade de divulgar seu projeto, batizado de "Renascimento", em que queria apagar a imagem de "cidade fumacenta" que Pittsburgh tinha.
A construção tem um estilo único e era avançada para a época em que foi construída: ela tem um domo retrátil composto por oito painéis arqueados de aço inoxidável fabricado na própria cidade de Pittsburgh, com seis deles podendo rolar para baixo dos dois painéis imóveis. Esse domo era o maior domo retrátil do mundo quando da construção do estádio. Quando o tempo estava agradável, o domo podia ser aberto em menos de três minutos, transformando a Civic Arena em uma sala de concertos ao ar livre. A expectativa era que, com a abertura do domo, audiências do lado de fora pudessem também escutar a orquestra, mas o som acabava se dispersando quando isso acontecia.
À época era considerada uma "maravilha da engenharia". "Como o Coliseu de Roma e as arenas de Siragusa e Atenas", escreveu o crítico de arquitetura da revista Esquire, Herbert Kubly, "[a Civic Arena] será um dos grandes pontos de encontro do mundo, um centro esportivo e cultural que trará às pessoas sinfonias, óperas e drama, bola ao cesto, hóquei e tênis, convenções, fóruns e exposições." A construção do estádio eliminou diversas ruas que serviam como ligação entre o centro da cidade e o distrito de Hill.
O primeiro evento a ter lugar no estádio, um dia após a inauguração, foi um show de patinação no gelo, com Sonja Henie e Dick Button, em 19 de setembro de 1961. A temporada do show durou vinte dias, com um total de 189 270 ingressos vendidos, o que foi considerado um "sucesso fenomenal". O primeiro concerto foi de Judy Garland e lotou, com 12 325 pessoas, uma surpresa. Já o primeiro jogo de hóquei foi disputado pelos Hornets em 14 de outubro, uma derrota para o Buffalo Bisons por 2 a 1, diante de 9 317 torcedores. Lá o time mandaria seus jogos até sua última temporada, em 1966-67, quando conquistou a Copa Calder em casa. A Ópera Cívica não ocupou o prédio por muito tempo e deixou o prédio em 1969, pois a acústica do local não era a ideal. Entretanto, a acústica era ideal para concertos de rock, que passaram a ser realizados com frequência no local. O único concerto dos Beatles no local, em 14 de setembro de 1964, foi o primeiro grande evento na arena. Nessa ocasião as músicas foram cantadas pelo sistema de alto-falantes usado nos jogos de hóquei. Os Hornets, da AHL, foram substituídos pelos Penguins quando estes foram admitidos pela NHL na expansão de 1967 e, consequentemente, o estádio foi expandido gradualmente.
Reformas em 1975 e em 1993 instituíram um anel superior de assentos atrás de cada gol, além de camarotes e assentos de luxo, aumentando a capacidade de 12 mil para 17 mil. O placar eletrônico instalado em 1995 impede que o teto seja aberto em sua totalidade, mas em teoria dois painéis ainda podem se abrir. Entretanto, eles raramente são abertos, porque para fazê-lo cabos e fios instalados ao longo dos anos teriam de ser removidos, e a reinstalação levaria dias. Já nos primeiros anos do estádio produtores de eventos eram aconselhados a não anunciar como atrativo a abertura do domo, pois engenheiros diziam que às vezes ele não fechava direito. Para o jornalista Dave Molinari, do jornal Pittsburgh Post-Gazette, "não há garantias de que o teto possa ser aberto hoje, apesar de parecer que fechá-lo seja um desafio ainda maior que abri-lo". A última vez que isso aconteceu foi em 1995, durante o locaute da NHL, para a filmagem do filme Morte Súbita. Na ocasião, para ajudar a lotar as arquibancadas, a produção ofereceu cachorros-quentes e refrigerantes de graça, além da rifa com um carro como prêmio.
O primeiro gol foi em um jogo da NHL no estádio foi marcado por Gilles Tremblay aos 17 minutos e 29 segundos do primeiro período, em desvantagem numérica em 11 de outubro de 1967. Já o primeiro gol dos Penguins foi marcado por Andy Bathgate, aos sete minutos e seis segundos do terceiro período do mesmo jogo, que terminou com derrota para o Montreal Canadiens por 2 a 1 diante de 9 307 pagantes. Jean Béliveau guardou o disco com que marcou o gol da vitória para os Canadiens até leiloá-lo, em 2005, por 3 277,55 dólares, depois de 21 lances. A escolha dos Canadiens como primeiro adversário partiu do primeiro gerente geral dos Penguins, Jack Riley, que fez a solicitação à liga, segundo ele por acreditar que, jogando contra um time novo, os Habitants poderiam se descuidar.
A capacidade do estádio para hóquei no gelo quando os Penguins surgiram era de 12 580 torcedores, e o time só conseguiria vender todos os ingressos de uma partida mais de três anos depois. A média de público na primeira temporada, 1967-68, foi de 7 407. A sequência de jogos com público máximo chegou a 159 após a última partida de temporada regular, recorde na história do time, e 165 no total após a participação dos Penguins nos playoffs de 2009-10. A Civic Arena recebeu em 1990 o 41.º Jogo das Estrelas da NHL. Naquele jogo, o astro local Mario Lemieux marcou quatro gols diante de sua própria torcida e foi eleito pela terceira vez o principal jogador do evento festivo. A Civic Arena ainda recebeu as finais da Copa Stanley em 1991, 1992 (quando os Penguins foram bicampeões), 2008 e 2009 (quando os Penguins conquistaram seu terceiro título).
Em 1999 os Penguins assinaram um acordo que pagaria dezoito milhões de dólares ao longo de dez anos para trocar o nome do estádio para Mellon Arena, sob patrocínio da empresa financeira local Mellon Financial. Contudo, muitos habitantes da cidade ainda chamam o estádio de "Iglu" ou mesmo de "Civic Arena". O apelido de "Iglu" apareceu antes mesmo dos Penguins, por causa da aparência do estádio, especialmente quando coberto por neve. O time ganhou o nome por causa do estádio, ao invés do contrário, que seria o esperado, apesar de os pinguins que dão nome ao time viverem no Polo Sul, enquanto os esquimós constroem seus iglus mais próximos do Polo Norte. O acordo de patrocínio do nome do estádio, de dez anos, expiraria em 2009, mas foi negociada uma extensão de um ano, já que os Penguins jogariam uma última temporada lá. O contrato será oficialmente encerrado em 1 de agosto, quando o estádio deverá voltar a chamar-se Civic Arena.
A despedida da Mellon Arena em jogos de temporada regular deu-se em 8 de abril de 2010, uma vitória por 7 a 3 sobre o New York Islanders. Antes da partida, o clube fez uma cerimônia em homenagem a mais de cinquenta jogadores que defenderam o time ao longo dos mais de quarenta anos do estádio, que receberam calorosos aplausos da torcida presente. A despedida de fato ocorreu em 12 de maio, no jogo 7 da segunda fase, uma derrota para os Canadiens por 5 a 2 que decretou a eliminação dos Penguins nos playoffs. Foi o primeiro jogo 7 que o estádio recebeu desde 1996, quando o time também fora eliminado — em sua história os Penguins tiveram cinco derrotas e apenas duas vitórias, ambas contra o Washington Capitals, no estádio em jogos 7. O público pagante no último jogo foi de 17 132. Apesar da derrota, muitos torcedores permaneceram após o jogo para aplaudir os jogadores, que retribuíram saudando a torcida com seus tacos erguidos. O último gol no estádio foi marcado por Brian Gionta, dos Canadiens, aos dez minutos do terceiro período, em vantagem numérica.
Provavelmente o último show no estádio foi de Carole King e James Taylor em 26 de junho. "É um sentimento meio agridoce", disse Taylor durante o concerto para a plateia. "Nós nos lembramos de quando tocamos aqui em 1971. Dizem que vão fechar a 'velha garota'." Nesse momento, a audiência respondeu com vaias, que se transformariam em aplausos após a frase seguinte do músico: "Posso imaginar um monte de coisas que eles podem fazer em um espaço como este."

### Problemas
Nos últimos anos, a idade do estádio vinha sendo um problema. Ao longo da história dele, reformas e adições não previstas inicialmente contribuíram para uma distribuição incomum do seu espaço. Seus corredores são estreitos e abrigam poucas lojas e serviços, e muitas das amenidades que mais tarde apareceram em outros estádios não existiam na Civic Arena. Atrás de cada gol, os assentos do anel inferior que ficavam mais distantes do gelo tinham sua visão obstruída pelo anel superior. Para tentar contornar esse problema, foram colocados aparelhos de televisão no teto para que os torcedores consiguissem assistir ao jogo. Além disso, alguns assentos tinham de ser cobertos por uma manta impermeável, por causa de algumas goteiras no teto do estádio.[carece de fontes?] Quando a NHL solicitou que o vestiário dos árbitros fosse ampliado, o pessoal da manutenção do estádio converteu um banheiro feminino. Em 1997 a área administrativa dos Penguins mudou-se para um edifício próximo para que seus escritórios dessem lugar a camarotes.
A manutenção do estádio é cara, e este não gerava receita suficiente para manter o time de hóquei lucrativo — o dono do clube, Mario Lemieux, disse ainda em 1999 que o time só seria viável em Pittsburgh se jogasse em um estádio novo. O estádio também não vinha atraindo outros eventos, como concertos musicais, por causa da capacidade elétrica do prédio. Durante um jogo dos Penguins contra o Toronto Maple Leafs, em 19 de março de 2006, a eletricidade acabou subitamente em algumas seções do estádio e a transmissão da partida foi interrompida enquanto os problemas técnicos eram solucionados. Enquanto isso, desenhos e modelos do novo estádio, que será chamado de Consol Energy Center, foram mostrados no telão do placar eletrônico e a torcida gritava: "Novo estádio, novo estádio!" Para os playoffs da temporada de 2008-09, equipes de televisão mantiveram caminhões com geradores do lado de foram do estádio para atender a suas necessidades. Além disso, o vestiário dos visitantes era considerado por muitos adversários como abaixo do padrão mínimo da liga.
O gerente geral do estádio Jay Roberts deu entrevista em abril de 2009 sobre a manutenção do estádio: "Nós não temos nenhuma das coisas que estádios modernos têm, mas sempre há alguém na minha equipe que descobre um jeito de fazer este prédio funcionar muito bem." O termostato muitas vezes tinha de ser reajustado para manter fria a chapa de concreto sob o gelo. Os funcionários tinham de torcer para que correntes de vento, que entravam quando as portas das garagens se abriam para caminhões de entrega, não alterasse a temperatura e a umidade internas. Apesar desses problemas, Roberts garantia que o gelo da Civic Arena estava entre os dez melhores da NHL.
O vestiário dos visitantes era tão austero que praticamente dispunha apenas de ganchos nas paredes para os jogadores pendurarem suas roupas. "Alguns times escolares ficavam envergonhados de se trocar ali, mas os Red Wings tiveram de usá-lo nas finais da Copa Stanley", disse Tom McMillan, vice-presidente de Comunicações do clube, em outubro de 2010.
Para o último evento da história do estádio estuda-se a possibilidade de abrir o domo um última vez, mas há muitos obstáculos para isso acontecer, como a própria possibilidade de abertura. O domo foi parcialmente aberto pela última vez em 2001 (apenas uma fresta) e totalmente em 1995. Para abri-lo novamente seria necessário antes remover cabos usados em shows e o grande placar eletrônico que fica sobre o centro do gelo. A remoção dos cabos faria com que esse último evento tenha de ser realizado sem eles.

### Desocupação e processo de demolição
Um acordo anunciado em 13 de março de 2007, entre os Penguins, a cidade de Pittsburgh, o condado de Allegheny e o estado da Pensilvânia, estabeleceu que um novo estádio fosse construído para o início da temporada 2010-11 da NHL. O contrato de locação da então Mellon Arena para os Penguins venceria em 30 de junho de 2007, mas o time estendeu-o por dois anos, como parte do aluguel de trinta anos do novo estádio. A construção do Consol Energy Center começou em 14 de agosto de 2008. A temporada de 2009-10 foi a última do time na Mellon Arena.
Apesar de o acordo inicial prever a demolição do estádio depois da desocupação, o órgão da prefeitura que cuida de sua manutenção demorou para decidir se isso ocorreria, porque o prédio cumpria os critérios para ser listado no registro nacional de lugares históricos. Nesse caso, as possibilidades de uso seriam um rinque público de patinação ou local de treinamento para os Penguins, entre outras opções. "Por que demoli-lo e criar algo ordinário, se podemos mantê-lo e reusá-lo para criar uma atração realmente única em Pittsburgh e no resto do mundo?", perguntou Scott Leib, presidente de uma associação preservacionaista local, ao jornal Pittsburgh Post-Gazette em janeiro de 2010. A ideia do clube é demolir o prédio, para dar lugar a escritórios, residências e lojas, com o apoio do prefeito Luke Ravenstahl, que disse em abril de 2010 que não tinha certeza se as alternativas à demolição fariam sentido ou se seriam sustentáveis.
Uma análise encomendada pela Allegheny County Sports & Exhibition Authority (SEA), dona do estádio, avaliou que o plano de demolição traria o dobro de benefícios em relação à outra proposta, que seria reutilizar a estrutura, cercando-a de restaurantes e outros empreendimentos. Já o arquiteto Rob Pfaffmann, que defende a manutenção do estádio, contestou o estudo, dizendo que ele não levou em consideração o valor de créditos fornecidos pela prefeitura por causa do valor histórico do local ou o desenvolvimento que acompanharia a reutilização. O grupo de Pfaffmann, que passou a ser denominado "Reuse the Igloo" ("reúsem o Iglu", em tradução livre do inglês), contratou uma empresa de consultoria para refutar os argumentos pró-demolição. Outros interessados em salvar o estádio tinham planos de atrair times da liga de futebol americano indoor, da liga de bola ao cesto feminina e de uma liga menor de bola ao cesto masculina para jogar no estádio.
A demolição da Civic Arena também permitiria que as ruas que conectavam o distrito de Hill ao centro da cidade — removidas quando da construção do estádio — fossem reconstruídas. O estádio seria "um símbolo da destruição da comunidade [o distrito de Hill]", pois cerca de oito mil pessoas perderam suas residências quando ele foi construído. "Reconhecemos a singularidade do prédio, mas também reconhecemos que ele foi imposto ao distrito de Hill; e os moradores colocaram como um dos princípios de seu plano que ele não esteja mais lá", disse em junho Arthur P. Ziegler, presidente da Fundação de História & Marcos de Pittsburgh. "Estamos interessados em ver se partes do prédio podem ser salvas como monumento escultural. Mas achamos que há uma grande oportunidade de desenvolver novamente a área ao se reconstruir as ruas para reunir o distrito à cidade." Para o vereador Daniel Lavelle, o estádio representaria uma política pública falida, que destriuiu casas e lojas e forçou a mudança de milhares de moradores quando de sua construção. "Esse não é o tipo de história que gostaríamos de preservar", disse Lavelle em fevereiro de 2011. O ex-vereador Sala Udin falou da arena como "um símbolo de genocídio, e não um ícone histórico". Em junho de 2010 a Comissão Histórica e de Museus da Pensilvânia solicitou que o processo para autorização da demolição fosse contido, algo que não interessaria à SEA, que passaria a bancar sozinha a partir de agosto os custos de manutenção do estádio, estimados antes do fechamento da arena entre 78 milhões e cem milhões de dólares mensais, dependendo se haveria reúso da arena ou não. Entretanto, em novembro de 2010 foi estimado que o custo de manutenção mensal girava em torno de quarenta milhões de dólares, muito abaixo das estimativas iniciais, o que, segundo uma porta-voz da SEA, teria sido conseguido ao manter desligados os sistemas de ar-condicionado e aquecimento.
Em 16 de setembro uma votação na SEA, quase sem discussão, decidiu em questão de segundos pela demolição, gerando gritos de "Gestapo" de parte da audiência, que se reuniu em uma última tentativa de salvar o estádio. De acordo com o jornal Pittsburgh Post-Gazette, alguns críticos da demolição chegaram a acusar o processo de análise histórica de "jogo de cena". Imediatamente após a reunião Pfaffmann anunciou que buscaria uma liminar para impedir a demolição, pois a decisão da SEA iria contra a lei federal de preservação de patrimônio. A estimativa da SEA era que o custo total da demolição e limpeza do local fosse em torno de cinco milhões de dólares, com o fim da licitação em fevereiro de 2011 e final dos trabalhos até fim de março.
A comissão municipal de revisão histórica deu no início de janeiro de 2011 um parecer favorável à nomeação do estádio como estrutura histórica, por cinco votos a um. Segundo a solicitante, a Civic Arena cumpria seis dos dez critérios que tornam uma estrutura passível de tombamento — apenas um já seria suficiente. Entre os critérios, estavam ser um local onde ocorreram eventos históricos significativos, ser uma estrutura com estilo arquitetônico raro, único ou invovador e uma aparência física distinta. Para a SEA, o estádio não cumpria sequer um dos critérios. Com isso, a SEA ficava proibida de demolir o prédio até que uma decisão final fosse tomada. A mesma comissão também havia dado um parecer favorável nove anos antes, mas na época acabou por rejeitá-lo em uma votação final. Para o professor de Arquitetura Franklin Toker, autor do livro Pittsburgh: A New Portrait, o estádio "é, historicamente, o prédio mais representativo ainda de pé em Pittsburgh", tendo sido construído no período mais criativo e ambicioso da história da cidade, conhecido como "Renascença de Pittsburgh".
Em 2 de março a comissão rejeitou a proposta de tombar o estádio, por seis votos a zero. Os votantes garantiram não ter sido pressionados pelo prefeito ou por qualquer outra pessoa e analisaram que a Civic Arena não cumpria nenhum dos critérios para tombamento, ao contrário do que dizia a solicitação. Segundo um deles, há muito tempo o edifício não era usado para seu propósito original, um anfiteatro ao ar livre. "Não é algo que deva ser celebrado", disse esse votante ao jornal Pittsburgh Post-Gazette. "É uma arquitetura falha." O grupo de preservacionistas pretendia levar então o caso à câmara dos vereadores, que teria a decisão final. "Reúso adaptado é uma parte inerente da preservação histórica", argumentou o arquiteto Rob Pfaffman, do grupo que defende a manutenção do local. "Não se pode usar o argumento apenas baseado no uso atual. Achamos que essa é uma grande falha na lógica que usaram [na votação]." "Há um grupo pequeno, mas barulhento, que gosta da aparência da arena", explicou David Morehouse, CEO dos Penguins. "Não foi apresentada nenhuma opção viável de reúso. Existe uma vida útil limitada para esse tipo de estrutura grande."
Três semanas depois a comissão municipal de planejamento negou ao estádio a condição de designação histórica, o que praticamente selou a demolição. A única chance de a demolição não ocorrer estava nas mãos da câmara dos vereadores da cidade, que já tinha votado contra dar ao edifício status de histórico oito anos antes.
Caso o estádio venha mesmo abaixo, os Penguins terão dez anos a partir da limpeza do terreno para desenvolver o local, sob pena de perder um décimo do terreno por ano. O terreno só será vendido ao clube depois que os projetos forem aprovados e a construção estiver pronta para começar. A estimativa era que o local não estivesse pronto para novos empreendimentos até no mínimo o primeiro semestre de 2012. Apesar de a discussão sobre o tombamento impedir que qualquer medida seja tomada, os Penguins seguiram conversando com a prefeitura sobre o que fazer depois de o estádio ser demolido, alegando que, se esperassem uma decisão final, o desenvolvimento da área seria adiado em pelo menos um ano. O Post-Gazette comparou em dezembro de 2011 os projetos de desenvolvimento de regiões dos estádios dos Pirates e Steelers, e chegou à conclusão que os Penguins precisariam desenvolver, por ano, uma área três vezes maior que a dos outros dois times. Apesar disso, o time insistia que o cronograma era realista. Já especialistas ouvidos pelo jornal diziam que o time teria, por exemplo, problemas para obter financiamento para desenvolver a área. Mesmo que os Penguins percam pedaços do terreno poderão continuar usando-os como estacionamento até que um ou mais novos desenvolvedores assumam esses pedaços, tendo direito às receitas com estacionamento também por dez anos. Um porta-voz dos Penguins ouvido pelo jornal disse que o time não tinha planos de deixar de desenvolver a área para lucrar apenas com o estacionamento. "Estamos pensando no que é melhor para a cidade e a região", declarou Travis Williams, COO dos Penguins. "Acreditamos que o desenvolvimento não atende só aos interesses dos Penguins, mas também da cidade, da região e do Distrito de Hill."
Partes da Civic Arena, incluindo assentos, placas, armários de vestiários e partes de carpetes serão vendidas em leilões on-line. A expectativa é que a SEA arrecade em torno de 1,6 milhão de dólares, que poderão ser usados para custear a demolição, e os Penguins, metade desse valor. O arquiteto Pfaffmann é contra tal venda, pois para ele pode prejudicar o financiamento federal para reforma do edifício com base na lei de preservação histórica. De qualquer maneira, partes da Civic Arena foram leiloadas em novembro de 2010, como os vestiários que pertenceram a Lemieux e a Sidney Crosby, que amealharam quase 37 mil dólares.
Em novembro de 2010 uma consultoria que presta serviços para a SEA anunciou que boa parte do terreno seria simplesmente gramada, com a área sendo aberta a pedestres, mas Pfaffmann disse que a proposta era apenas uma "cortina de fumaça" para esconder que o verdadeiro intuito era transformar todo o local em um estacionamento, o que requereria mudanças de zoneamento que levam de três a seis meses para ser aprovadas. Para ele, como essas mudanças levam entre três e seis meses para ser aprovadas, a SEA estaria divulgando um projeto diferente para não ter de alterar o cronograma de demolição. A SEA respondeu dizendo que a área poderia eventualmente ser usada para estacionamento e que a configuração final não seria conhecida até o fim da demolição, quando uma eventual mudança de zoneamento seria proposta. Estimativas preliminares em fevereiro de 2011 falavam em 1 191 unidades residenciais, 19,4 mil metros quadrados de espaço comercial, 56,3 mil metros quadrados de escritórios, um hotel de 150 quartos, 2 215 vagas de estacionamento e 5,8 acres de espaço aberto, formando um distrito especialmente planejado, nos mesmos moldes de outros que já existiam na cidade. Os 28 acres totais incluem não apenas o terreno da Civic Arena, mas também um terreno adjacente, pertencente à autoridade municipal de redesenvolvimento urbano, e os Penguins serão contratualmene obrigados a desenvolver 2,8 acres por ano ao longo de uma década.
No início de junho de 2011 foi divulgado que um vereador da cidade questionou os Penguins a respeito dos planos do time para revitalização do local. O vereador Bruce Kraus queria saber se os planos eram "firmes o bastante" para compensar a demolição do que ele descreveu como "uma maravilha tecnológica da arquitetura". Segundo ele, o plano divulgado é genérico demais e uma decisão apressada poderia ser um tiro pela culatra. "Minha grande preocupação é perdermos o estádio para abrir um empreendimento comercial que não faça sucesso", explicou Kraus. Junto com outros vereadores, Kraus propôs uma exceção de dois anos, em que o estádio não seria demolido, para dar tempo aos preservacionistas de finalizar planos para a reutilização da arena. O departamento jurídico de Pittsburgh, entretanto, foi contrário a tal medida, em decisão divulgada por meio de um memorando obtido pelo jornal Pittsburgh Tribune-Review.
Uma votação na Câmara dos Vereadores sobre o destino do estádio estava prevista para a primeira quinzena de junho, mas foi adiada duas vezes. Quando finalmente ocorreu, no final daquele mês, a designação histórica do edifício foi rejeitada por seis votos a três, o que permitiu aos interessados dar prosseguimento aos planos de demolição. De acordo com a nova previsão, os trabalhos teriam início em meados de agosto e começariam pela estrutura de aço. O presidente de uma organização preservacionista local lamentou a decisão e acusou a comissão de revisão histórica municipal de ignorar leis de preservação histórica. Além disso, Rob Pfaffmann, outro preservacionista, pretendia entrar com uma ação acusando a SEA de fazer planos para demolição sem considerar adequadamente outras alternativas, o que violaria uma lei federal e poderia resultar na perda de repasses governamentais para o desenvolvimento do local após a demolição; a SEA negou a acusação.
A demolição do interior da arena já tinha sido iniciada em setembro, embora o exterior estivesse sendo poupado devido à disputa em torno do eventual tombamento do local. O primeiro dos oito painéis de aço que formavam a estrutura foi demolido em 28 de janeiro de 2012, depois de dois adiamentos, dessa vez devido à neve. Em junho de 2012, com a demolição encerrada, a SEA aprovou uma ordem de pagamento para a Noralco Corp, empresa que demoliu o estádio, para a construção de um estacionamento temporário no terreno, que deveria estar pronto no final de julho, para início de operações em agosto. Com a finalização do estacionamento teria início a contagem de tempo de dois anos para que os 28 acres do terreno e seus arredores sejam desenvolvidos.

## Outros eventos
- Alice Cooper tocou lá em 27 de dezembro de 1971, durante sua turnê Killer. O concerto estabeleceu à época um novo recorde de público do estádio, com 14 400 pessoas.
- em 19 de junho de 1973 o Pink Floyd tocou no estádio em sua turnê Dark Side of the Moon, e o domo foi aberto no meio da apresentação, mostrando a lua crescente no céu.[11]
- Em 31 de dezembro de 1976 Elvis Presley tocou na Civic Arena; seria seu último concerto de réveillon,[11] já que ele morreria oito meses depois.
- A banda inglesa Led Zeppelin tocou no estádio por três vezes: uma em 30 de março de 1970[11] e duas vezes durante sua turnê de 1975 pela América do Norte. Em 25 de março de 1995 Robert Plant e Jimmy Page atraíram um público então recorde de 17 764.[11]
- Em 1988, Michael Jackson Fez 3 shows na Civic Arena com a sua turnê Bad Tour na nos dia 26, 27 e 28 de setembro
- A Mellon Arena foi o local onde se passava o filme Morte Súbita, de 1995, com Jean Claude Van Damme. A ação girava em torno de um jogo 7 fictício das finais da Copa Stanley, e durante o clímax o teto era aberto — surpreendentemente, sem que a torcida notasse.
- O teto também foi aberto durante uma apresentação de corais de escolas locais durante parte de uma das músicas, para que se pudesse ver, com o estádio às escuras, um show de fogos de artifício. O teto ainda foi aberto durante parte de um jogo de futebol americano indoor, a única vez na história da liga daquele esporte em que uma partida foi disputada ao ar livre.